# Société de la Maha Bodhi
La Société de la Maha Bodhi (Maha Bodhi Society) est une société bouddhiste d’Asie du Sud fondée en 1891 par le leader nationaliste et bouddhiste sri-lankais Anagarika Dharmapala et par le journaliste et poète britannique Edwin Arnold. Les premiers buts affirmés de la société étaient le renouveau du bouddhisme en Inde et la restauration des anciens temples bouddhiques de Bodh Gaya, Sārnāth et Kushinara,,.
Bien que certains Indiens soient restés culturellement bouddhistes pendant des siècles après le déclin du bouddhisme en Inde, ils ne se considéraient pas comme bouddhistes et ne cherchaient pas à préserver les enseignements du bouddhisme. La Société de la Maha Bodhi commença à renouveler cet intérêt. Elle est aussi à l’origine d’associations bouddhistes au Ladakh, en Assam et en Himalaya, et est un des points de départ du mouvement bouddhiste dalit.

## Origines
En 1885, Edwin Arnold ayant visité le site du temple de la Mahabodhi à Bodhgayâ (le plus important des quatre sites saints du bouddhisme, puisque c'est là que Siddhartha Gautama, le Bouddha historique, atteignit l’éveil), publia plusieurs articles attirant l’attention des bouddhistes quant aux conditions déplorables dans lesquelles se trouvait Bodhgayâ. En 1886, Dharmapada fut choqué de lire un de ces articles de E. Arnold. 
En 1891, Anagarika Dharmapala se rendit en pèlerinage à ce même temple de la Mahabodhi. Ce fut pour lui un choc : il trouva en effet le temple aux mains d'un prêtre shivaïte, l'image du Bouddha transformée en icône hindoue, et les bouddhistes interdits de culte. En conséquence, il commença un mouvement destiné à changer cette situation.
Il fonda donc cette même année à Colombo la Société de la Maha Bodhi, dont le siège en fut transféré à Calcutta l'année suivante. L'un des principaux objectifs de la société était la restauration du site de Bodhgayâ comme lieu de vénération et de pèlerinage pour les bouddhistes, et de permettre aux bouddhistes de reprendre le contrôle du temple de la Mahabodhi,. Mais ce n'était pas le seul objectif de la Société: il s'agissait aussi de promouvoir une solidarité pan-bouddhiste — et elle fut la première institution de ce genre à l'époque contemporaine. Dans ce but, Dharmapâla se rendit à différentes reprises, au nom de la Société, en Amérique du Nord, au Japon, en Chine et en Asie du Sud-Est. 

## Développements

### Bodh Gayâ

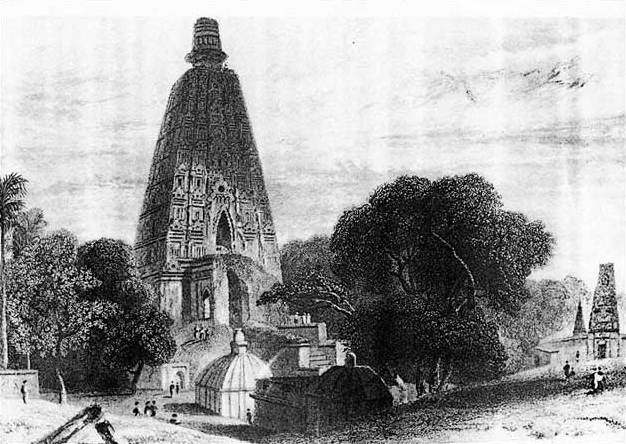
Le temple de la Mahabodhi vers 1780

Pour permettre ce contrôle du temple de la Mahabodhi par les bouddhistes, Dharmapala assigna en justice les prêtres brahmanes qui s’étaient approprié le site depuis le XVIe siècle. Après une 
longue lutte, cela fut en partie un succès en 1949 avec la prise en charge partielle de l’administration du lieu par la Société de la Maha Bodhi, même si le comité de gestion du lieu, dépendant maintenant du gouvernement du Bihar, était toujours à majorité hindoue et présidé par un hindou. Le contrôle fut ainsi placé sous la responsabilité d'un comité hindou-bouddhiste.

### Sārnāth
En 1931, sous l’impulsion d’Anagarika Dharmapala, la Société de la Mahabodhi érige le Mulaghandakuti Vihâra à Sārnāth, un autre des lieux saints du bouddhisme.

### Kusinâgar
Grâce à l’implication de la Société, le site du parinirvâna (mort physique) du Bouddha à Kusinâgar est redevenu un lieu de pèlerinage pour de nombreux bouddhistes, comme cela était le cas des siècles auparavant.

### Autres lieux
Des activités de la Société de la Maha Bodhi furent établies dans plusieurs pays, les pays les plus significatifs étant l’Inde et le Sri-Lanka. Paul Carus créa des activités de la Société aux États-Unis.
Il est à noter qu’il existe aussi une Société de la Maha Bodhi à Bengalore, qui fut créée par Acharya Buddharakkhita en 1956 ; elle n’est cependant pas affiliée à la Société de la Maha Bodhi.

## Publications
La Société de la Maha Bodhi a une solide tradition de publication, allant de traductions du pâli vers des langues indiennes vernaculaires contemporaines comme le hindi à des œuvres savantes et à de nouvelles éditions devanagaries de textes en pâli destinées à un lectorat indien éduqué. Elle publie, depuis 1892, une revue, The Mahâ Bodhi, qui 
La Société publie aussi, parfois en partenariat avec d’autres maisons d’édition, des livres et livrets en langues ou dialectes indiens régionaux ou locaux.

## Présidence
Suivant en cela les désirs des fondateurs, les statuts de la Société de la Maha Bodhi furent modifiés en septembre 2008 : depuis lors, seules des personnes nées dans une famille bouddhiste sont éligibles aux postes de président ou de vice-président de la Société.